# HMS Resolute
HMS Resolute var en tremastad bark som frös fast i isen 1854 och övergavs när hon letade efter den försvunna Franklinexpeditionen. Fartyget hittades senare drivande av ett amerikanskt valfångstfartyg och återlämnades till Storbritannien. Skrivbordet Resolute desk, som står i Vita huset, har tillverkats av ekplankor från HMS Resolute. 
Samhället Resolute i det kanadensiska territoriet Nunavut är uppkallat efter HMS Resolute. 

## Expeditionen
År 1848 beslöt de brittiska myndigheterna att skicka en expedition till Arktis för att leta efter Sir John Franklin, som hade lämnat Storbritannien 1845, och inte hörts av sedan dess. Brittiska örlogsflottan köpte två ångfartyg och fyra segelfartyg och lät bygga om dem till expeditionsfartyg.
Barken Ptarmigan byggdes om och förstärktes på ett varv i Blackwall Yard, ett värmesystem installerades och fartyget döptes om till Resolute och fick en isbjörn som galjonsfigur. Under 1850-1851 letade fartygen Assistance, Pioneer och Intrepid under ledning av HMS Resolute i östra delen av arktis och fann spår av  Franklins vinterläger på Beechey Island. 
Fartygen återvände till 
England för proviantering och  expeditionen, som hade förstärkts med ytterligare ett fartyg North Star, lämnade England igen i april 1852 med kurs mot Beechey Island. Efter att förgäves ha letat österut och norrut längs Wellington Channel slog HMS Resolute vinterläger vid Melvilleön och besättningen utforskade området till fots.

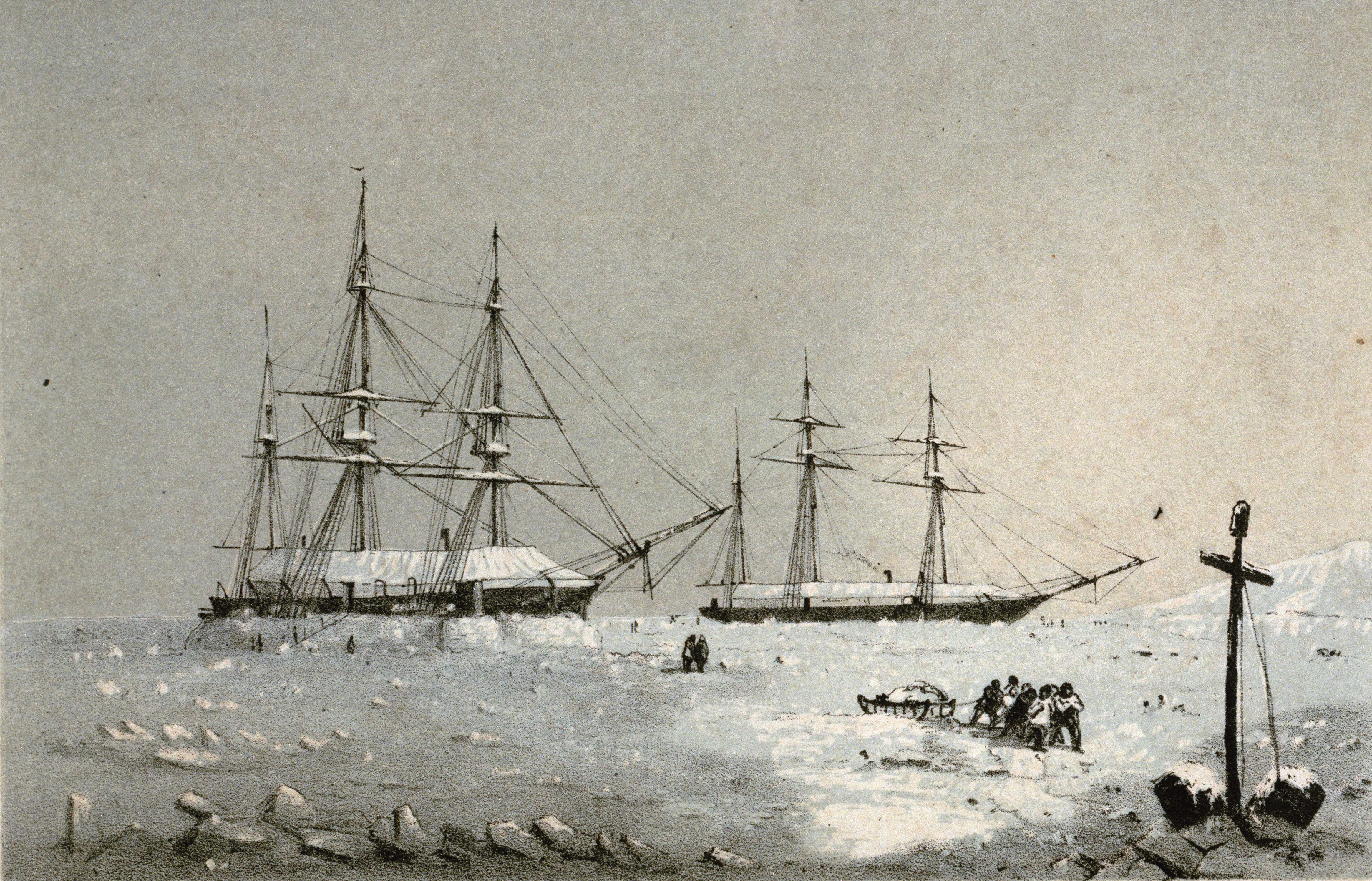
HMS Resolute och Intrepid i vinterkvarteret vid Melvilleön, 1952-1953.

I augusti 1853 frös HMS Resolute fast i isen och 15 maj året efter  lämnade besättningen fartyget och vandrade mot Beechey Island som de lämnade 29 augusti 1854 ombord på North Star och ytterligare två fartyg.

## Bärgning och återlämnande
HMS Resolute hittades drivande på 67°N i närheten av Baffinön i september 1855 av valfångstfartyget George Henry. Fartyget bärgades och köptes av amerikanska staten som  lät rusta upp det och återbörda det, som en gåva från USA och dess invånare, till Storbritanniens och Irlands drottning Viktoria år 1856. Fartyget återgick i tjänst tills det skrotades år 1879.
Drottningen lät snickra flera skrivbord av trä från HMS Resolute efter att fartyget hade skrotats och 1880 skänktes ett av dem till USA:s president Rutherford B. Hayes som en symbol på vänskapen mellan länderna. Det är känt som Resolute desk och  står för närvarande i Ovala rummet i Vita huset.